# Уил Смит
 Тази статия е за американския актьор.  За английския геолог вижте Уилям Смит.  
Уил Смит (на английски: Will Smith) е американски киноартист и певец. Роден е на 25 септември 1968 г. във Филаделфия, щата Пенсилвания. Той е един от малкото хора, които са постигнали успехи в три от основните американски индустрии – филмовата, телевизионната и музикалната. Снимал се е в над 50 филма. 
Значимо място в музикалната му кариера заемат четирите награди Грами (от 1988, 1991, 1997, 1998 г.). За ролите си във филмите Али и Преследване на щастието, Уил Смит е номиниран за награда Оскар за Най-Добър Актьор. В най-добрата си форма Смит е висок 188 см. 

## Дискография
- „Rock the House“ – 1987
- „He's the DJ, I'm the Rapper“ – 1988
- „And In This Corner...“ – 1989
- „Homebase“ – 1991
- „Code Red“ – 1993
- „Big Willie Style“ – 1997
- „Willennium“ – 1999
- „Born to Reign“ – 2002
- „Lost & Found“ – 2005

## Филмография
| Година      | Филм                       | Оригинално заглавие                             | Роля                  | Бележки |
| ----------- | -------------------------- | ----------------------------------------------- | --------------------- | --- |
| 1990        |                            | Saturday Morning Videos                         |                       | телевизионен сериал, 1 епизод                                                                                   |
| 1990        |                            | ABC Afterschool Special                         |                       | телевизионен сериал, 1 епизод                                                                                   |
| 1992        |                            | Blossom                                         |                       | телевизионен сериал, 1 епизод                                                                                   |
| 1992        |                            | Where the Day Takes You                         | Мани                  | |
| 1993        | Произведено в Америка      | Made in America                                 | Ти Кейк Уолтърс       | |
| 1993        | Шест степени на разделение | Six Degrees of Separation                       | Пол                   | |
| 1995        | Лоши момчета               | Bad Boys                                        | детектив Майк Лоуъри  | |
| 1990 – 1996 | Принцът от Бел Еър         | The Fresh Prince of Bel-Air                     | Уил Смит              | телевизионен сериал, 146 епизода                                                                                |
| 1996        | Денят на независимостта    | Independence Day                                | Стивън Хилър          | |
| 1997        | Мъже в черно               | Men in Black                                    | агент Джей            | |
| 1997        |                            | Happily Ever After: Fairy Tales for Every Child | Пинокио (глас)        | анимационен телевизионен сериал, 1 епизод                                                                       |
| 1998        | Обществен враг             | Enemy of the State                              | Робърт Клейтън Дийн   | Тони Скот |
| 1999        |                            | Torrance Rises                                  | себе си               | |
| 1999        | Този див, див запад        | Wild Wild West                                  | Джеймс Уест           | |
| 2000        |                            | Welcome to Hollywood                            | Себе си               | |
| 2000        | Легенда за Багър Ванс      | The Legend of Bagger Vance                      | Багър Ванс            | |
| 2001        | Али                        | Ali                                             | Мохамед Али           | - номинация – Оскар за най-добра мъжка роля. - номинация – Златен глобус за най-добър актьор в драматичен филм. |
| 2002        | Мъже в черно 2             | Men in Black II                                 | агент Джей            | |
| 2003        | Лоши момчета 2             | Bad Boys II                                     | детектив Майк Лоуъри  | |
| 2003 – 2004 |                            | All of Us                                       | Джони                 | телевизионен сериал, 3 епизода                                                                                  |
| 2004        |                            | A Closer Walk                                   | (разказвач)           | документален филм                                                                                               |
| 2004        | Аз, роботът                | I, Robot                                        | детектив Дел Спунър   | |
| 2004        | История с акули            | Shark Tale                                      | Оскар (глас)          | анимационен филм                                                                                                |
| 2005        | Хитч                       | Hitch                                           | Алекс Хитчънс         | |
| 2006        | Преследване на щастието    | The Pursuit of Happiness                        | Крис Гарднър          | - номинация – Оскар за най-добра мъжка роля. - номинация – Златен глобус за най-добър актьор в драматичен филм. |
| 2007        | Аз съм легенда             | I Am Legend                                     | доктор Робърт Невил   | |
| 2008        | Ханкок                     | Hancock                                         | Джон Ханкок           | |
| 2008        | Седем души                 | Seven Pounds                                    | Бен Томас             | |
| 2012        | Мъже в черно 3             | Men in Black III                                | агент Джей            | |
| 2013        | Земята: Ново начало        | After Earth                                     | Сайфър Рейдж          | |
| 2013        |                            | Anchorman 2: The Legend Continues               | Репортер на ESPN      | |
| 2014        | Зимна приказка в Ню Йорк   | Winter's Tale                                   | съдия                 | |
| 2015        | Фокус                      | Focus                                           | Ники                  | |
| 2015        |                            | Concussion                                      | д-р Бенет Омалу       | - номинация – Златен глобус за най-добър актьор в драматичен филм. - номинация – Сателит за най-добър актьор.   |
| 2016        | Отряд самоубийци           | Suicide Squad                                   | Флойд Лоутън / Дедшот | |
| 2019        | Аладин                     | Aladdin                                         | Джина / Моряк         | |
| 2019        | Шпионски бъркотии          | Spies in Disguise                               | Ланс Стърлинг (глас)  | анимационен филм                                                                                                |

### Като филмов продуцент
- 2004 – Saving Face
- 2005 – „Хич“ (Hitch)
- 2006 – ATL
- 2006 – „Преследване на щастието“ (The Pursuit of Happyness)
- 2008 – „Ханкок“ (Hancock)
- 2008 – The Secret Life of Bees
- 2008 – „Седем души“ (Seven Pounds)
- 2008 – „Опасен съсед“ (Lakeview Terrace)
- 2010 – „Карате кид“ (The Karate Kid)
- 2012 – „Шпионски свалки“ (This Means War)
- 2013 – „Земята: Ново начало“ (After Earth)
- 2014 – „Ани“ (Annie)

## Интересни факти
- Уил Смит е отказал предложената му роля на Нео от Матрицата;
- Става милионер преди да е навършил 20 години;
- Фен е на шведската хевиметъл група Soilwork;
- През свободното си време обича да играе шахмат;
- През 1994 година е водещ на музикалните награди на MTV.

## Хонорари по филми
- 50 000 долара за Where the Day Takes You
- 100 000 долара за Произведено в Америка
- 500 000 долара за Шест степени на разделение
- 2 000 000  долара за Лоши момчета
- 5 000 000  долара за Денят на независимостта
- 14 000 000  долара за Обществен враг
- 20 000 000  долара за Али
- 28 000 000  долара за Аз, роботът
- 100 000 000  долара за I am legend